# 고려대학교 의대생 성추행 사건
고려대학교 의대생 성추행 사건은 2011년 5월 고려대학교 의과대학 MT에서 4학년 재학생인 박 모(23세), 배 모(25세), 한 모(24세)가 동기 여학생을 집단 성추행한 사건이다.
성추행 당시 피해 여학생은 만취 상태였다. 가해 남학생 중 박 모와 한 모는 피해자의 나체를 휴대 전화와 디지털 카메라로 촬영하였다.
가해자 3명은 구속 기소되어 1심과 2심에서 박모는 징역 2년 6월, 배모는 징역 1년 6월, 한모는 징역 1년 6월의 형을 선고받았다. 한모는 상고를 포기하여 형이 확정되었고 배모와 박모는 상고하였지만 2012년 6월 28일 대법원은 원심을 확정하였다.

## 원인
2011년 5월 고려대학교 의과대학 친구들 끼리 놀러간 소규모 MT에서 본과 4학년인 남학생 3명이 여학생을 집단으로 성추행하는 사건이 발생했다. 이들은 여학생이 만취해 잠에 든 사이 이러한 일을 저질렀으며, 동영상 촬영까지 한 것으로 드러났다. 성폭행 여부도 수사 중이다. 무엇보다 의대생이라는 점에 많은 사람들은 충격을 받았다. 사건이 알려진 직후 커뮤니티 내부에서 이루어진 설문조사 결과, 응답자의 90%가 이들을 출교시켜야 한다는 결과가 나왔다. 피해 학생은 다음날 학교 상담 센터와 여성가족부 성폭력상담소 등에 피해 사실을 신고하고 정신과 치료를 받았다. 피해 학생은 성폭행을 당했는지에 대해서도 수사를 의뢰하였다.
사건 당시 해당 여대생 A 양은 만취상태에 있었다. 박모와 한모는 피해 여학생의 나체와 추행 직후의 장면을 휴대 전화와 디지털 카메라로 촬영하였다. 이들 가해 남학생 3명은 기소되었다.

## 경과
피해 여학생은 의과대학 본부와 총학생회에 피해 사실을 알리고 가해자들의 처벌을 요청했다. 그러나 이 사건에 대해서 학교 및 해당 학과 측은 문제를 해결하려는 의지를 보이기는커녕 사건 자체를 알지 못한다는 대답으로 일관하였다 며 언급을 회피하였다.
경찰은 이에 피해학생의 체액 등에 대한 분석을 국립과학수사연구원에 의뢰해 성폭행이 있었는지 여부에 대해서도 조사하였다. 또한 가해학생들의 카메라와 캠코더, 핸드폰 등을 압수, 삭제한 촬영 영상도 복구를 의뢰하였다. 해당 학생들은 추행은 인정하면서도 성폭행 사실은 부인하였다. 그러나 가해자의 체액이나 콘돔 성분이 검출되지 않아서 성폭행 혐의는 사실이 아닌 것으로 밝혀졌다.
사건 진행 과정에서 가해자 배모, 박모, 한모 군의 이름이 그대로 노출되었다. 이중 가해자 박모가 아닌 박모씨를 가해자 박모라고 주장한 네티즌 7명이 불구속 입건되었다. 이들 가해자의 학부모 가운데는 대형 로펌 변호사 등 유력 인사들이 포함있는 것으로 소문이 났는데, 언론사의 조사 결과 사실로 밝혀졌다.

### 고려대학교의 대응과 사건과 학교의 대응에 대한 비판과 논란
5월 27일에 가해자와 피해자를 같은 교실에서 시험을 보게 한 것으로 확인되었다. 고려대학교는 5월 27일 시험을 볼 때 성범죄 사실이 대학측에 알려지지 않았다고 밝혔다.  . 의과대학의 교수들이 강의실에서 학생들에게 "가해학생들이 다시 돌아올 친구니까 잘해줘라"라고 말을 한 등의 발언이 문제가 되었다.
성추행 혐의를 부인한 배모는 어머니와 함께 피해자에 대한 설문을 벌였다. 그러나 사생활이 문란했다는 내용이 포함된 것으로 밝혀져 악의적인 설문조사라는 비판을 받았으며, 어머니와 배모는 명예훼손으로 기소되었다.
사건이 발생되고 나서 피해 학생이 2차 피해를 받고 있는데도 불구하고 사건 발생 3개월이 지난 2011년 9월까지 징계처분을 미루었다. 학교 측은 가해 학생을 비호하고 있다는 비판을 받았다.
8월 17일 고려대 측은 성추행 가해자에 대한 징계 수위를 공개할 수 없다고 밝혔다. 모든 절차를 마무리하고 총장의 최종 승인이 나면 공개 여부를 결정할 것으로 알려졌다. 최종 징계 수위로 출교가 아닌 퇴학 조치가 내려질 가능성이 크다고 알려지면서 논란이 확대되고 있다.

### 피해자 측의 대응
피해자는 'MBC 손석희의 시선집중'과의 인터뷰에서, 피해자의 언니는 'CBS 김현정의 뉴스쇼'에 출연하여 억울함을 호소하기도 했다.

### 학생 처분
고려대학교는 의과대 학생상벌위원회 논의 결과 9월 5일 가해자인 박모(23) 한모(24) 배모(25) 3명에 대해 출교 처분 결정을 내렸다고 밝혔다. 고려대학교는 당초에 엄정하고 이성적으로 처리한다고 밝혔는데 가해 학생이 구속된 상태여서 대학교의 징계 절차를 진행하는데 애로를 겪었다. 또 가해 혐의를 받은 1명이 혐의를 부인하였고, 2006년의 고려대 학생 출교 논란에서 절차적인 문제로 출교가 취소된 것도 징계 결정이 늦게 내려지는 원인이 되었다. 고려대학교는 적법한 절차를 진행하여야 하기 때문에 지연되었으며 추측성 보도에 가슴이 아프다는 입장을 밝혔다.

### 법원의 재판
3명은 기소되어 1심에서 3명의 유죄가 인정되어 배모와 한모는 징역 1년 6개월, 박모는 징역 2년 6개월을 선고받았다. 또한 가해자 3명의 3년 신상 공개 명령이 내려졌다. 배모는 1심은 물론 2심에서도 혐의를 부인하였다. 또한 한모와 박모는 신상 공개를 하면 피해자도 피해를 입을 수 있다며 1심의 신상 공개 결정에 대해서 이의를 제기하였다.
이후 2심에서도 1심에서 내려진 결과와 같은 형량을 그대로 받게 되었다. 2심 재판부는 배모와 박모가 합동하여 저지른 일부 범행 부분을 파기하였고 배모에 대해서 양성평등센터의 진술서에 표현한 내용과 피해자에게 보낸 문자메시지를 유죄의 증거로 판단하였다.
한모는 상고를 포기하여 항소심에서 형이 확정되었고 배모와 박모는 상고하였으나 2012년 6월 28일 대법원은 원심을 확정하여 배모와 박모의 형도 확정되었다.

## 기타
피해 여학생은 가해 남학생 중의 한 명의 학부모가 피해 여학생에게 협박을 하였다고 밝혀 논란이 되었다. 피해자 김씨 측에 의하면 첫 공개 재판 당시 가해자 부모들은 기자들에게 "피해자가 문제가 있었다. 우리 아들은 잘못이 없다"는 식으로 말했으며, A씨 동생을 만나 "이런 게 알려지면 가해자도 끝난 거지만, 피해자도 이제 끝난 것이다."라며 반협박조로 나왔다고 한다.
또한 2006년 학내 시위 도중 교수를 감금했던 학생들에 대해선 지체없이 출교 조치를 내렸던 고려대 당국이 성추행 학생에 대해선 유독 느슨한 태도를 취한 것에 대해 '형평성' 문제를 지적하는 주장이 있었다. 그밖에 2009년에도 교수가 여학생을 성추행하여 물의를 빚은 바도 있다. 해당 교수는 교원 징계위원회를 통해 직위해제되었다.

## 같이 보기
- 고려대학교
- 고려대학교에 대한 비판과 논란
- 고려대 학생 출교 논란